# Катерина (поэма)

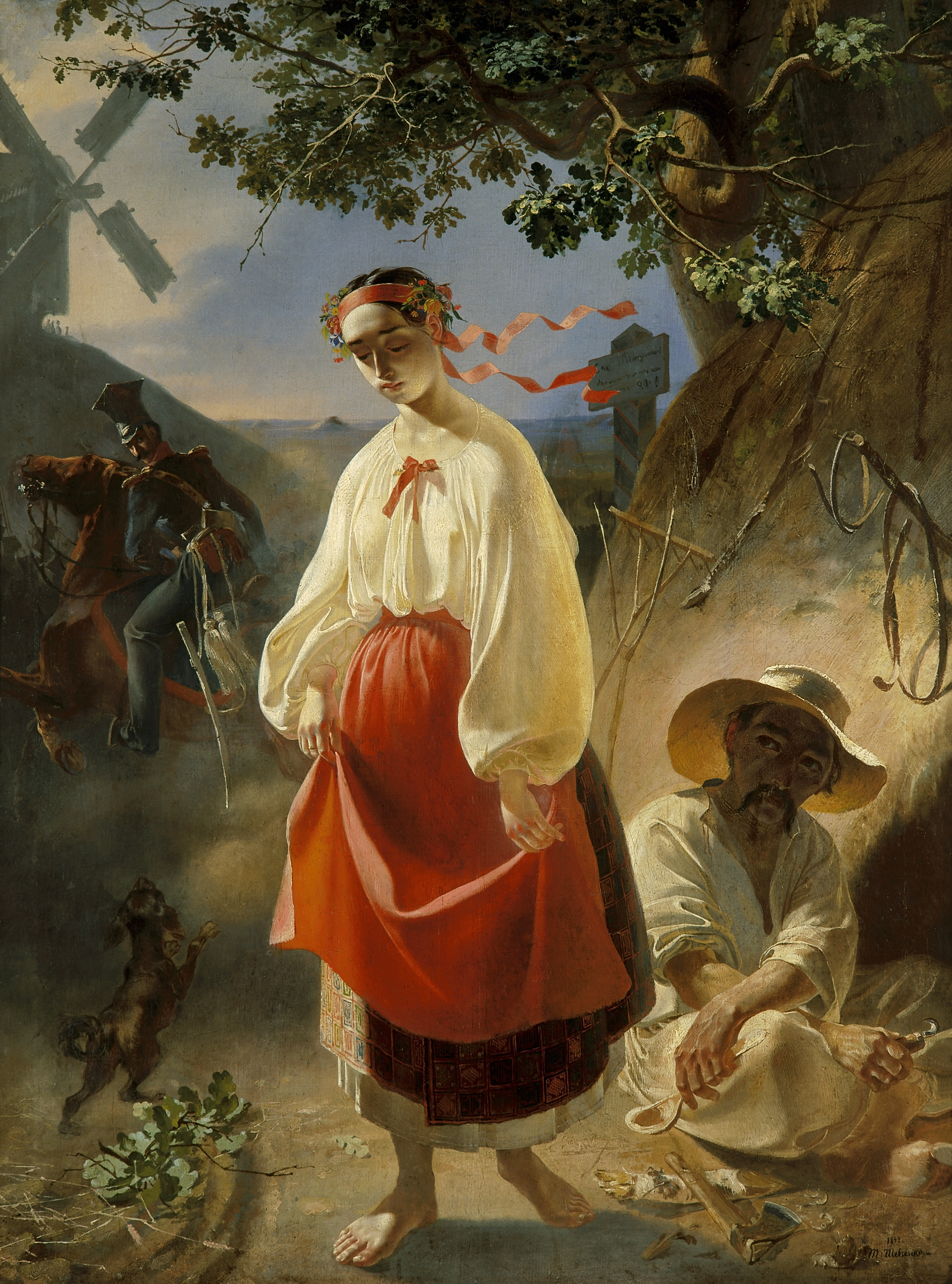
Картина написанная Шевченко в 1842

«Катерина» (укр. Катерина) — драматическая поэма Т. Г. Шевченко, написанная в конце 1838 — начале 1839 годов, и посвящённая В. А. Жуковскому в память 22 апреля 1838 года, дня выкупа Шевченко из крепостного права.

## Предыстория
После упразднения Запорожской Сечи большинство украинских крестьян были преобразованы в крепостных российских дворян. Такая судьба постигла и род Тараса Шевченко, передавшего тяжести такого существования в поэме.

## Сюжет
История разворачивается в украинском селе в начале XIX века. Девица Катерина знакомится с уланом Иваном. Ни уговоры матери, ни осуждение односельчан не могут вразумить влюблённую Катерину. Спустя некоторое время Иван, не говоря любимой ни слова, отправляется на войну с турками, а девушка остаётся одна в надежде на его возвращение.
Вскоре Катерина рожает сына, которого называет Иваном, в честь отца. Благочестивые родители не рады внебрачному внуку и навлечённому на них позору. Родители упрашивают Катерину уйти от них, и гордая девушка вместе с ребёнком уходит из села и пешком идёт в Великороссию, надеясь отыскать любимого.
Когда наступает зима, Катерина внезапно находит Ивана. Поняв, что совершенно безразлична ему, Катерина просит забрать сына, но Иван отказывается. Катерина, брошенная и опозоренная, оставляет ребёнка у дороги, а сама совершает самоубийство, прыгнув в прорубь. Маленького ребёнка, обречённого на сиротство и человеческое пренебрежение, подбирают бедняки. 
Композиционно выразителен эпилог поэмы: случайная встреча отца-дворянина с сыном-попрошайкой, спутником кобзаря. Иван навсегда отрекается от своего отпрыска.

## Экранизации
- «Сказка про Екатерину» (Казка про Катерину), короткометражный фильм (2014, реж. Н. Ноенко)[2].